# Alfil

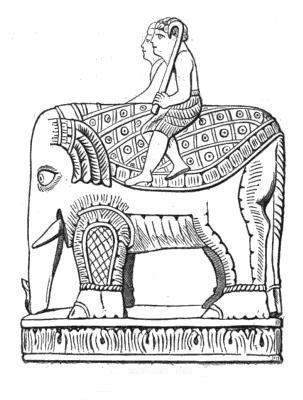
Elefant des Charlemagne-Spiels (Abbildung aus dem 19. Jahrhundert)

Der Alfil oder Elefant ist eine Spielfigur des persisch-arabischen Schatrandsch und des aus diesem hervorgegangenen europäischen Schachspiels im Mittelalter. Für den Alfil waren in Europa verschiedene Bezeichnungen üblich. Außerdem unterlag die Darstellung der Figur starken Veränderungen.
Im neuzeitlichen Schach wurde der Alfil vom Läufer abgelöst, der erheblich mehr Zugmöglichkeiten hat und eine stärkere Figur ist.

## Bezeichnung und Darstellung der Figur

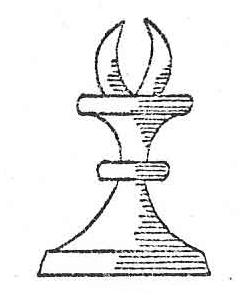
Darstellung des Alfil bei J. Publicius, Ars oratoria (1482)

Der Name der Figur entstand durch die (zunächst im Spanischen vorgenommene) Zusammenziehung des arabischen Artikels al- mit فيل / Fīl, vom persischen Pil پيل, der Bezeichnung für Elefant. Die Benennung war in vielen europäischen Sprachen im Laufe der Jahrhunderte uneinheitlich. Auf Lateinisch hieß der Alfil auch alphinus. Es handelt sich um eine lautähnliche Ableitung. Dies gilt ebenfalls für die im mittelalterlichen Deutsch verbreitete Namensform der Alte.
Der Elefant existierte bereits im indischen Schachspiel, dem Chaturanga. Dort bildeten die unterschiedlichen Figuren die Streitkräfte ab. Der Alfil stand für die Kriegselefanten, die nahe dem Zentrum des Heeres aufgestellt wurden. Für die Gaja (Elefant) genannte Figur werden in der alten Literatur verschiedene Zugweisen beschrieben, darunter bereits der Zweifelderzug in beliebiger diagonaler Richtung, welcher der Spielart des Alfil entspricht. Dies stellt vermutlich die älteste Zugweise dar.
Den später anstelle des heutigen Turmes verwendeten Elefantenfiguren mit turmartigen Aufbauten entsprach in altindischer Zeit der Streitwagen rok.
Die Ausführung der Figur zeigte viele Veränderungen und Abweichungen. Beim Übergang des Schachspiels nach Europa wurde anfangs noch die Gestalt des Elefanten bewahrt. Dies belegt das Beispiel der sogenannten Charlemagne-Figuren, die Ende des 11. Jahrhunderts in Unteritalien hergestellt wurden. Später wurde der Alfil in der Regel durch zwei nach oben gerichtete symbolisierte „Stoßzähne“ dargestellt. Diese erscheinen in den Diagrammen der europäischen Handschriften und frühen Druckwerke als steil aufragende Hörner. Im mittelalterlichen Europa war mit Ausnahme Russlands die ursprüngliche Bedeutung der Spielfigur als (berittener) Elefant nicht mehr geläufig.
Im westlichen Schach fand schließlich eine Umdeutung statt. Die Franzosen erkannten in der Figurendarstellung eine Narrenkappe (die Bezeichnung fou, der Narr, für den Läufer ist eine Entstellung von Fil). Auf den britischen Inseln und in anderen Gebieten Europas tauchte frühzeitig die Form einer Bischofsmitra auf, wie etwa im Falle der Lewis-Schachfiguren. Die heutige englische Bezeichnung des Läufers ist bishop.

## Zugweise und Einsatzmöglichkeit
|   | a | b | c | d | e | f | g | h |   |
| 8 |   |   |   |   |   |   |   |   | 8 |
| 7 |   |   |   |   |   |   |   |   | 7 |
| 6 |   |   |   |   |   |   |   |   | 6 |
| 5 |   |   |   |   |   |   |   |   | 5 |
| 4 |   |   |   |   |   |   |   |   | 4 |
| 3 |   |   |   |   |   |   |   |   | 3 |
| 2 |   |   |   |   |   |   |   |   | 2 |
| 1 |   |   |   |   |   |   |   |   | 1 |
|   | a | b | c | d | e | f | g | h |   |

|   | a | b | c | d | e | f | g | h |   |
| 8 |   |   |   |   |   |   |   |   | 8 |
| 7 |   |   |   |   |   |   |   |   | 7 |
| 6 |   |   |   |   |   |   |   |   | 6 |
| 5 |   |   |   |   |   |   |   |   | 5 |
| 4 |   |   |   |   |   |   |   |   | 4 |
| 3 |   |   |   |   |   |   |   |   | 3 |
| 2 |   |   |   |   |   |   |   |   | 2 |
| 1 |   |   |   |   |   |   |   |   | 1 |
|   | a | b | c | d | e | f | g | h |   |

Der Alfil springt diagonal ins übernächste Feld, unabhängig davon, ob auf dem dazwischen liegenden Feld eine Figur steht oder nicht. Er ist ein (2,2)-Springer. Die Zugweise des Elefanten weist damit eine Parallele zu der des Springers auf. Es zeigt sich allerdings, dass die Reichweite des Alfil im Vergleich mit dem beweglichen Springer, der sämtliche Felder des Schachbretts erreichen kann, äußerst beschränkt ist.
Der Alfil kann nur acht Felder auf dem gesamten Schachbrett überhaupt erreichen. Der Alfil des Anziehenden auf c1 vermag z. B. lediglich die Felder a3, e3, g1, c5, g5, a7 und e7 zu betreten. Seine größte Beweglichkeit entfaltet er auf den beiden Feldern e3 und c5. Auffällig ist ferner, dass er mit keiner der anderen drei Alfil-Figuren über gemeinsame Zielfelder verfügt, auch nicht mit seinem (in europäischer Darstellung eines zweifarbigen Bretts; Schachbrettmuster) „gleichfarbigen“ Widerpart diagonal gegenüber (c1 / f8). Zwei Alfile können also nicht direkt gegeneinander abgetauscht werden.
Damit verbunden ist bereits die Frage nach dem materiellen Wert der Figur und ihren taktischen oder strategischen Einsatzmöglichkeiten. Als strategisches Motiv kommt die Blockade eines isolierten Bauern in Betracht, die jedoch nur auf einer geringen Anzahl von Feldern erfolgen kann. Der Eindruck drängt sich auf, dass der Alfil nur unter Schwierigkeiten sinnvoll einzusetzen ist. Der Gegner muss in erster Linie darauf achten, dass nicht eine seiner stärkeren Figuren gegen einen „lauernden“ Alfil abgetauscht wird. Materiell entspricht der Alfil maximal einem Gegenwert von anderthalb Bauern.
Der Schachhistoriker Tassilo von Heydebrand und der Lasa nahm an, die Verwendung der schwächsten Figur des mittelalterlichen Schachspiels habe „hauptsächlich darin bestanden, eine feindliche Bauernreihe womöglich zu brechen. Für zwei Bauern gab man (den Alfil) dabei mit Vorteil hin.“ Dem wahren Sachverhalt in der Partie komme aber vermutlich die Bemerkung eines mittelalterlichen Kopisten näher, der in einem Manuskript notierte:
„En inter scaccos alphinus inutilis adstat.“ (Zwischen den Schachfiguren steht der Alfil nutzlos herum.)

## Schachkomposition
Eine größere Bedeutung hatte der Alfil jedoch in den künstlichen Schachaufgaben. Die Ausnutzung der eigentlich geringen Wirkungskraft des Elefanten war aus ästhetischen Gründen beliebt (siehe etwa das bekannte Matt der Dilaram).
In den altarabischen Mansuben belegte der Alfil noch ausschließlich die für ihn erreichbaren Felder. Im mittelalterlichen Europa nahmen sich die Komponisten dann zunehmend die Freiheit, die Figur beliebig auf Plätzen aufzustellen, die eigentlich nach der Beschränkung durch die Zugweise nicht erreicht werden konnten – zuweilen erschienen in den Aufgaben sogar zwei Alfile einer Partei auf derselben Farbe.

## Ersetzung durch den modernen Läufer

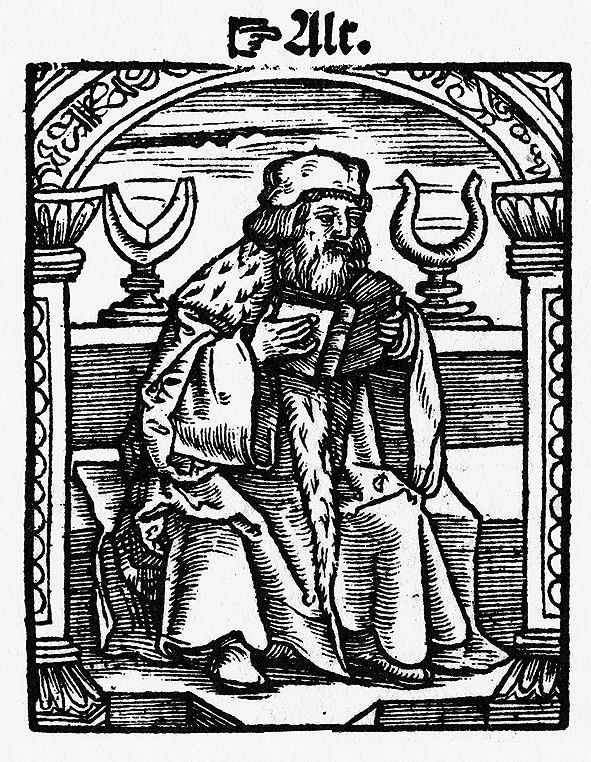
Personifizierung des „Alten“
Mennel, Schachzabel Spiel (1520)

Die Beschränkungen und die geringe Beweglichkeit des Alfil bildeten offenbar eine der Ursachen für den Niedergang der mittelalterlichen Spielform und die daraus folgende Reform des Schachspiels am Beginn der Neuzeit.
Bereits im 13. Jahrhundert trat in einer historischen Schachvariante, dem Kurierspiel, der spätere Läufer, hier Kurier (also „Läufer“) genannt, dem Alfil als Konkurrent zur Seite. Der moderne Läufer wurde möglicherweise mehrfach „erfunden“. Jedenfalls stand eine Erweiterung der gehemmten Zugmöglichkeiten des Alfil so lange auf der Tagesordnung, bis schließlich im letzten Viertel des 15. Jahrhunderts der Übergang zum modernen Schach erfolgte. Die Stelle des Alfil nahm der moderne langschrittige Läufer ein. Die zweite Figur, deren Bewegungsoptionen schlagartig erweitert wurden, war die Dame, deren mittelalterliche Vorläuferfigur, ursprünglich als Fers (Ratgeber) bezeichnet, nur jeweils ein Feld diagonal ziehen konnte.
In der spanischen Sprache ist die Bezeichnung „Alfil“ auf den modernen Läufer übergegangen. Im Italienischen heißt der Läufer „Alfiere“. Im Russischen wird der neue Läufer unverändert als слон (slón = Elefant) bezeichnet. Schließlich lebt in dem englischen bishop, wie erwähnt, eine Erinnerung an den Alfil und seine zur Mitra uminterpretierten „Stoßzähne“ fort.

## Hinweis auf andere Schachvarianten
Der Elefant im Xiangqi („Elefanten-Brettspiel“) zieht ähnlich dem Alfil. Im chinesischen Schach kann der Elefant jedoch nicht über einen dazwischenstehenden Stein springen; außerdem darf er den „Fluss“ in der Mitte des Spielfelds nicht überschreiten. Im koreanischen Schachspiel besteht dagegen eine veränderte Zugweise des Elefanten, die Figur zieht ein Feld horizontal/vertikal und zwei Felder diagonal in Zugrichtung.
Im Märchenschach wird der Name „Elefant“ oder Alfil gleichfalls für Spielfiguren verwendet, die zwei Felder diagonal ziehen oder springen können.